# Салаватская картинная галерея
Салаватская картинная галерея — художественный музей города Салавата, основанный по инициативе администрации города Салавата. В фонд музея входят произведения современных художников Республики Башкортостан. В галерее проводятся выставки рисунков и эскизов русских художников-передвижников XIX века из собраний Государственной Третьяковской галереи, выставки картин зарубежных художников, а также персональные выставки местных художников.

## Фонды музея
В собрании картинной галереи — произведения современных художников Республики Башкортостан, в том числе работы местных художников (Б.Домашников, М. Карташов, М. Шнейдерман, Р. Яппаров, Р. Ишмухаметов и др.). Есть керамика (Павел Фадеев, Москва).
В галерее регулярно проводятся персональные выставки художников, входящих в Ассоциацию художников юга Башкортостана, проводятся выставки рисунков и эскизов русских художников-передвижников XIX века из собраний Государственной Третьяковской галереи, выставки картин зарубежных художников. Открыта антикварная лавка.

## Характеристики

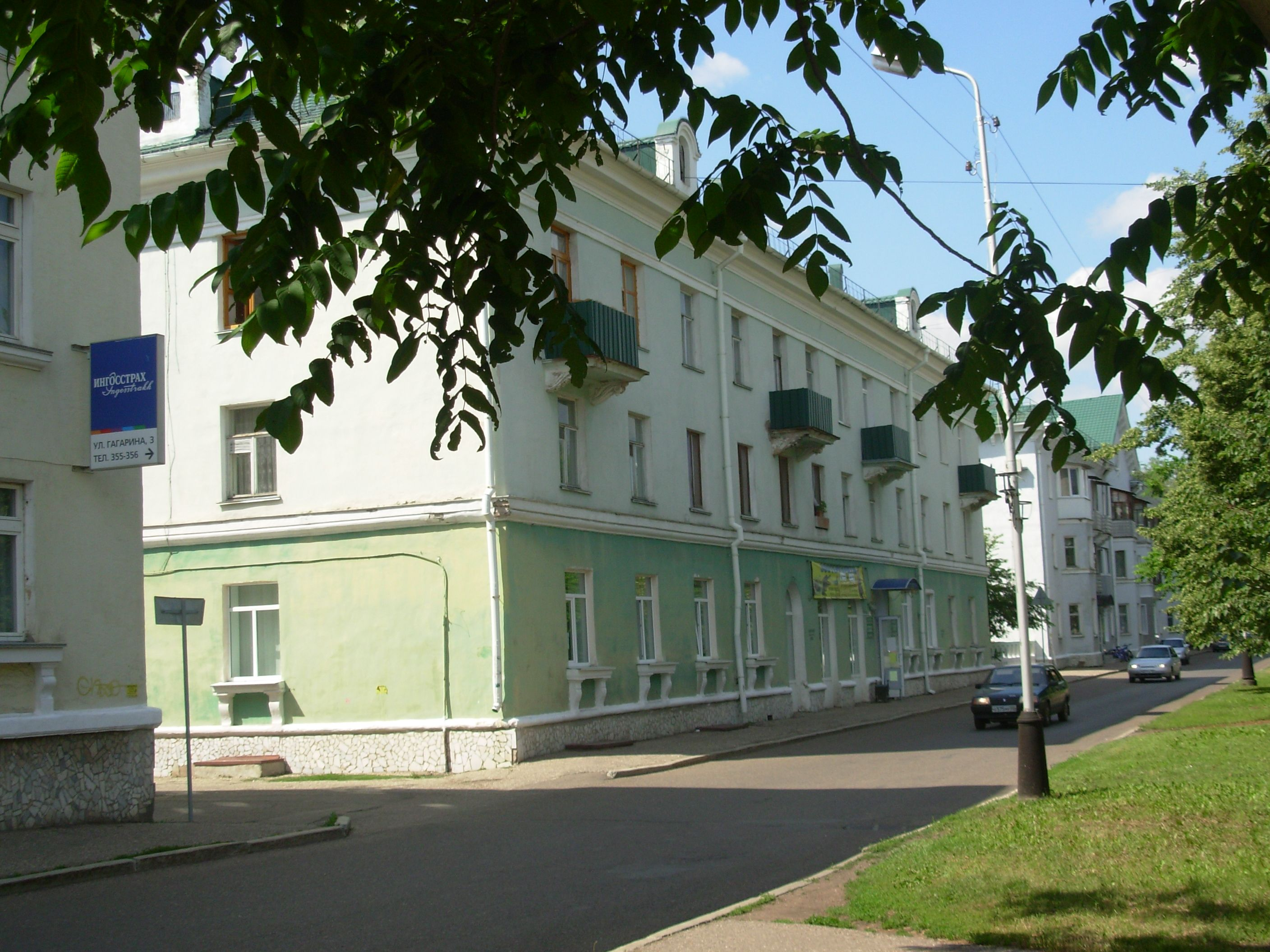
Картинная галерея

28 сентября 1989 года — открылась для посетителей.
С 1991 года — имеет название «Картинная галерея».
Одним из основателей была Галина Робертовна Тор, которая являлась первым директором «Музея-выставочного зала», который был филиалом Государственного художественного музея имени Нестерова.
Расположена на первом этаже жилого дома 1955 года постройки.
Общая площадь — 562,2 м², экспозиционная — 436,3 м², фондовая — 125,9 кв. м.
Общее количество единиц хранения на ноябрь 2014 год — 267, в том числе: живопись — 45, графика — 10, предметы декоративно-прикладного искусства — 13 шт и др.
Адрес: Республика Башкортостан, г. Салават, улица Первомайская, д. 3.
До галереи можно добраться автобусами №5, 6. Остановка — Площадь Ленина.
В галерее работают 7 сотрудников.

## Руководители
В разное время заведующими картинной галереей были:
- Галина Робертовна Тор;
- Марат Шарипович Яппаров;
- Елена Марсовна Шафикова;
- Лидия Васильевна Кормакова.
- с 2014 года — Ринат Сайфутдинов.
- Татьяна Пирковская